# Sluneta Ústí nad Labem
O Basketbalový klub Ústí nad Labem z. s.  (em português:  Basquetebol Clube Ústí nad Labem), conhecido também como Sluneta Ústí nad Labem por razões de patrocinadores, é um clube de basquetebol baseado em Ústí nad Labem, República Checa que atualmente disputa a NBL e a Copa Alpe Ádria. Manda seus jogos no Sportcentrum Sluneta com capacidade para 1.200 espectadores.

## Histórico de Temporadas
| Temporada | Nível | Liga   | Pos. | J     | PL  | Resultado               | Copa Checa | Competições internacionais |
| --------- | ----- | ------ | ---- | ----- | --- | ----------------------- | ---------- | -------------------------- |
| 2010-11   | 2     | 1.Liga | 5    | 16-10 | 5-5 | Promovido semifinalista |            | -                          |
| 2011-12   | 1     | NBL    | 5    | 15-25 |     |                         |            | -                          |
| 2012-13   | 1     | NBL    | 5    | 11-25 |     |                         |            | -                          |
| 2013-14   | 1     | NBL    | 5    | 23-16 | 2-3 | Quartas de finais       |            | -                          |
| 2014-15   | 1     | NBL    | 6    | 19-23 | 1-3 | Quartas de finais       |            | -                          |
| 2015-16   | 1     | NBL    | 10   | 15-26 |     |                         |            | -                          |
| 2016-17   | 1     | NBL    | 8    | 9-13  | 0-4 | Quartas de finais       |            | -                          |
| 2017-18   | 1     | NBL    |      |       |     |                         |            | R Alpe Ádria TR            |

fonte:eurobasket.com